# Anastasia (ballet)
Anastasia es un ballet creado por Kenneth MacMillan (11 de diciembre de 1929, Dunfermline - 29 de octubre de 1992, Londres), fue un bailarín y coreógrafo británico que fue el director artístico del Royal Ballet de Londres entre 1970 y 1977; anteriormente fue director de danza de la Deutsche Oper de Berlín. Además, de otras direcciones asociadas en el American Ballet Theatre y Houston Ballet.
Cuando Kenneth MacMillan iba a terminar su primera temporada como director de danza del Deutsche Oper en 1967, su producción de The Sleeping Beauty tuvo que retrasarse, por lo que se vio obligado a sustituirlo por un programa triple que incluía las siguientes obras: Diversiones, Solitario y, un nuevo trabajo, Anastasia.
Este nuevo ballet surge de la inspiración de MacMillan sobre la figura de Anna Anderson, una mujer que tenía la certeza de ser la hija del último Zar de Rusia, Anastasia. Años más tarde, cuando ya dirigía el Royal Ballet, completará este acto introduciendo otros dos que pasarían a ser los Actos I y II. Estos dos primeros actos se centran en la propia figura histórica de Anastasia. Mientras, el Acto III gira en torno a Anna Anderson y la confusión acerca de sus orígenes, dejando sin resolver si verdaderamente ella es Anastasia.
MacMillan explicó: “Siempre, a lo largo de toda la confusión mental y física, ella sabe que es la Gran Duquesa. Su tragedia es convencer al resto del mundo ".
A mediados de 1990; las pruebas de ADN, finalmente determinaron que Anna Anderson no era quien creía ser.

## Anastasia (1967)

### Características generales

#### Origen
Ballet inspirado en la historia de Anna Anderson, una berlinesa enferma de esquizofrenia en los años 20, que había tratado de quitarse la vida asegurando que ella era Anastasia, hija del último Zar, Nicolás II. 
MacMillan queda cautivado por la historia de Anna, entonces, comienza a crear su nueva obra. Un ballet con un gran trasfondo psicológico y dramático.
Esta obra fue estrenada el 25 de junio de 1967 en Deutsche Oper.

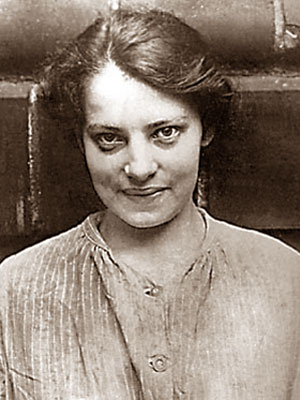
Anna Anderson (1920)

#### Equipo creador

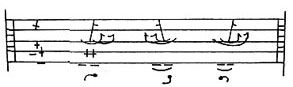
Notación Benesh

• Música: Bohuslav Martinů
→ Sexta sinfonía. Obra escrita por Martinů varios años después de una grave lesión cerebral, lo que supone en sí un acto de rememoración para el propio autor. Hecho curioso, que nos introduce en un paralelismo con el propio argumento del ballet.
→ Introducción electrónica. La universidad técnica de Berlín creó los sonidos para la escena inicial de esta obra.
• Vestuario: Barry Kay (enlace roto disponible en Internet Archive; véase el historial, la primera versión y la última).
→ Vestuario perteneciente a la Deutsche Oper. A causa de la escasez de fondos en la compañía, Barry (enlace roto disponible en Internet Archive; véase el historial, la primera versión y la última). utilizó trajes de otras producciones dándoles un nuevo sentido.
• Escenografía: Barry Kay (enlace roto disponible en Internet Archive; véase el historial, la primera versión y la última).
→ Uso de la película muda. Hecho que supuso una innovación para la época debido al uso de dos pantallas curvas, y la inclusión del cine mudo en una obra dancística que es relativamente moderna.
• Compañía: Ballet of the Deutsche Oper
• Notación: Monica Parker
→ Notación Benesh realizada en 1968.

### Argumento
La obra se desarrolla en un hospital psiquiátrico, donde aparece Anna ingresada en su lucha por recordar quién era y cómo convencer a los demás sobre su identidad. En su tratamiento le enseñan una grabación de Anastasia antes de la Revolución Rusa, y es, en ese momento cuando ve la cara de un niño y comienzan a sucederse una serie de recuerdos. 
De forma arbitraria, van aconteciendo en la escena episodios de su supuesta vida. Aparecen niños jugando, un monje que podría ser Rasputín, soldados y una ejecución, una especie de viaje donde aparece Anna montada en una carretilla, sus vivencias con el hombre con el que tiene a su hijo, de nuevo un tiroteo y otro viaje.
Finalmente, Anna sabe con absoluta certeza que ella es Anastasia, finalizando el acto subida en la cama creyendo que está en un carruaje con actitud triunfante.

### Prensa
MacMillan exploró nuevos horizontes cuando creó esta obra, dotándola de un carácter expresionista. Según un crítico, Anastasia tenía un tinte dramático que recordaba al estilo de Martha Graham.
Una vez estrenada la obra, esta fue recibida favorablemente ante el público, así como, fue muy bien recibida por la prensa de Berlín y Londres. Encontramos al crítico John Percival perteneciente a The Times, que de inmediato expresó que Anastasia fue “inusual, atrevida y tremendamente conmovedora”, calificando el ballet como la propuesta más arriesgada hasta ese momento por parte del coreógrafo. "Mantener el ballet unido", escribió, "exige un gran esfuerzo de su protagonista, que Lynn Seymour hace magníficamente. Para aumentar sus dificultades, tiene que comenzar un dueto sosteniendo a su bebé y terminar otro en un escenario giratorio, pero nada la atormenta por el momento”.
Otra crítica, en este caso de Craig Dodd, The Guardian, también alabó la interpretación de Lynn Seymour, y señaló que Anastasia fue "efectivamente el primer intento de MacMillan en una pieza de teatro total”. Además, destacó el trabajo realizado por el diseñador Barry Kay (enlace roto disponible en Internet Archive; véase el historial, la primera versión y la última).. "Ha reunido todos los efectos en una emocionante imagen teatral, con un último golpe maestro, una línea de maniquíes de sastres que visten la ropa de la familia zarista, ecos mudos del pasado de Anastasia”.

### Elenco original
Lynn Seymour, Rudolf Holz, Vergie Derman, Gerhard Bohner.

## Anastasia (3 Actos, 1971)

### Características generales

#### Origen

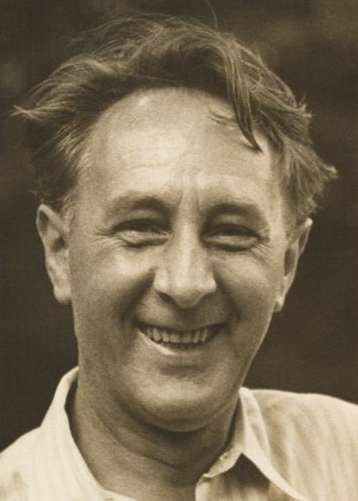
Bohuslav Martinů (1943)

El ballet Anastasia de un acto, estrenado en la Deutsche Oper de Berlín, estuvo entre los más elogiados del coreógrafo. Una vez vuelve a Londres como director del Royal Ballet, quiso aumentar el peso de la obra alargando su duración. Esto supuso una incorporación de dos nuevos actos, que fueron el primero y el segundo; la Anastasia de Berlín pasaría a ser el tercer acto de este nuevo ballet.
La obra completa fue estrenada en el Covent Garden en julio de 1971. 
Este ballet fue ante todo un apasionante estudio acerca de la psicología de la identidad. En los actos agregados, MacMillan se adentra en la juventud de Anastasia y en los últimos tiempos de la dinastía Romanov.

#### Equipo creador
•Música: Piotr Ilich Chaikovski y Bohuslav Martinů.
→Piotr Ilich Chaikovski: Sinfonías n.º 1 (Winter Dreams) y n.º 3. La música de este compositor fue utilizada para los actos I y II.
→Bohuslav Martinů: el coreógrafo mantuvo la música de la obra de un acto de 1967, que pasó a ser el acto III de esta nueva producción.
•Vestuario: Barry Kay (enlace roto disponible en Internet Archive; véase el historial, la primera versión y la última)..
•Escenografía: Barry Kay (enlace roto disponible en Internet Archive; véase el historial, la primera versión y la última)..
•Compañía: Royal Ballet.
•Notación: Monica Parker.
→Notación Benesh para los actos I y II realizada en 1971. Para el III acto se conserva la notación de 1968.

### Argumento

#### Primer acto
Este acto nos muestra la infancia de Anastasia. Se sitúa en una tarde de verano de 1914, con la joven junto al zar, su familia y un grupo de cadetes navales. El personaje de Anastasia entra en la escena con patines y un traje de marinero, esto se debe a que Lynn Seymour, para quien fue creado este papel, sugirió esta entrada para representar mejor la edad de este personaje. 
Llegan noticias del estallido de la guerra, por lo que los cadetes se organizan para esta.

#### Segundo acto
Tres años más tarde, en un San Petersburgo que lucha contra los disturbios, se celebra el decimosexto cumpleaños de Anastasia en el Palacio Imperial. Aparecen revolucionarios armados, lo que provoca que el evento sea interrumpido, el zar y su familia se ven obligados a huir.

#### Tercer acto
El acto final es el ballet original estrenado en Berlín en 1967.

### Prensa

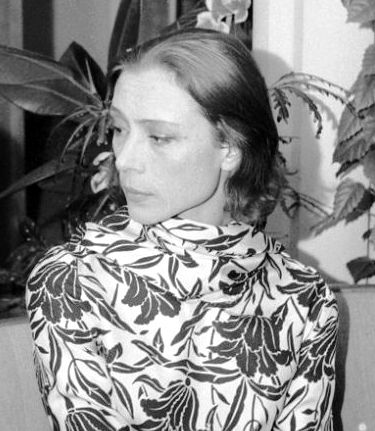
Svetlana Beriosova (1964)

En lo que respecta a esta producción encontramos tanto detractores como partidarios. Entre los defensores se encuentra el conocido crítico de ballet Richard Buckle, que en su columna del Sunday Times redactó, “aclamo al coreógrafo como dramaturgo, narrador y poeta”, y catalogó a esta obra como “un esfuerzo épico, de oro”. En la misma dialéctica encontramos a Andrew Porter de The Financial Times, que expresó que Anastasia tenía “las capas intelectuales y la profundidad emocional de una considerable obra de arte”.
Por otro lado, surge una divergencia de opiniones entre los anteriores y los críticos John Percival, de The Times, que opinaba que la obra tenía “un concepto novelesco sin sabor ... lo cual no es un buen augurio para el futuro”, y el crítico Clive Barnes, de The New York Times, lamentó, “la verdadera pena es que su inclusión en el repertorio de Nueva York ha significado la exclusión de obras, como La Fille Mal Gardée u Ondine de Ashton, que son básicas para la visión que tiene Nueva York del Royal Ballet”.
Otros críticos londinenses a pesar de opinar que Anastasia tenía ciertos fallos, también apreciaron su valor, como es el caso de Alexander Bland, de The Observer… “MacMillan ha llevado a cabo varias hazañas importantes. Ha proporcionado una velada repleta de bailes clásicos que siempre se distingue de esa manera tranquila que premia las visitas repetidas: ha creado un montón de roles que muestran a la compañía de una manera aventajada”.
Acerca de las críticas sobre la dirección del propio MacMillan también encontramos distintos posicionamientos. Por un lado, Percival y Barnes, pensaron que Anastasia representaba ese desagrado que sentían por las elecciones artísticas del coreógrafo. Por otro lado, Arlene Croce de The New Yorker, apoyó a MacMillan en su pretensión. “En Anastasia produjo una fantasía personal sobre un cataclismo global totalmente de la nada. No creo que él estuviera siendo pretencioso, y los insultos que se le lanzaron por haberse perdido la marca, perdieron la marca”. Así mismo, Clement Crisp, de The Financial Times, mencionó que este ballet era una prueba redundante de “cómo el gran ballet puede hablar de la historia de este siglo en los términos de este siglo". 

### Elenco original
Lynn Seymour, Svetlana Beriosova, Antoinette Sibley, Derek Rencher, Anthony Dowell, Gerd Larsen, Vergie Derman, Jennifer Penney, Lesley Collier, Marilyn Trounson, David Wall, Michael Coleman, Adrian Grater.